# المدرسة العبرية العادية (المغرب)
المدرسة العبرية العادية (بالفرنسية: École Normale Hébraïque) هي مدرسة يهودية للتعليم الثانوي تأسست بمدينة الدار البيضاء بالمغرب سنة 1945م.
سنة 2005 احتوت المدرسة 138 طالبا من بينهم 26 فرنسيا والباقي من يهود المدينة. الطلبة المسلمون لا يُقبلون بهذه المدرسة.